# Johann Ferdinand Seiz
Johann Ferdinand Seiz (* 5. Januar 1738 in Lombach; † 23. September 1793 in Sindelfingen) war ein deutscher evangelischer Theologe und Dichter des Pietismus.

## Leben
Seiz, Sohn des Pfarrers Georg Seiz († 1763), besuchte ab dem Jahr 1752 eine Klosterschule in Denkendorf, zwei Jahre später begab er sich auf eine Schule in Maulbronn und weitere zwei Jahre, also 1756, ging er auf das Evangelische Stift Tübingen, wo er im Jahre 1758 zum Magister promovierte und 1766 Repetent wurde. Im gleichen Jahr wurde er in Besigheim zum Diakon ernannt, wo er die jüngste Tochter Friedrich Christoph Oetingers heiratete. Im Jahre 1790 wurde Johann Seiz in Sindelfingen Pfarrer, wo er im Alter von 55 Jahren an einer schweren Krankheit starb.